# Kościół św. Katarzyny w Trzechlu
Kościół św. Katarzyny Aleksandryjskiej – zabytkowy, neogotycki kościół parafialny parafii św. Katarzyny z 1872 roku, położony w Trzechlu, w województwie zachodniopomorskim, w powiecie goleniowskim, w gminie Nowogard. Wpisany do rejestru zabytków pod numerem  rejestrowym A-709 z 30 września 2010 roku. Znajduje się na terenie dekanatu Golczewo.

## Historia
Kościół w Trzechlu, wzniesiono pod koniec XIX wieku w stylu neogotyckim. W czasach powojennych został poświęcony 21 listopada 1945 roku przez ks. Bogdana Szczepanowskiego TChR. Pierwotnie należał do parafii Wniebowzięcia Najświętszej Maryi Panny w Nowogardzie, a samodzielna parafia została ustanowiona 4 marca 1964 roku.

## Opis
Świątynia, zbudowana na planie prostokąta, posiada prezbiterium zakończone trójbocznie. Konstrukcję wykonano z granitowej kostki oraz cegły, a od zachodu znajduje się kwadratowa wieża z ośmiobocznym hełmem. Schodkowe szczyty kościoła zbudowano z cegły, dach ma formę siodłową, a okna są półkoliste.
Wnętrze świątyni przykrywa drewniany strop belkowy, a prezbiterium jest sklepione. Ściany pomalowane są na żółto, a neogotyckie wyposażenie – empora chórowa, ławki, chrzcielnica i ambona – utrzymane jest w brązowej kolorystyce. Ołtarz, przypominający gotycki przekrój, zdobi figura św. Katarzyny, patronki kościoła, a poniżej znajduje się złocone tabernakulum. Okna prezbiterium wypełniono witrażami, a na ołtarzu umieszczono mosiężny krzyż.
Po lewej stronie przy wejściu do prezbiterium wisi obraz Jezusa Miłosiernego, obok którego znajduje się drewniana ambona. Z prawej strony znajduje się wizerunek bł. Jana Pawła II oraz obraz Matki Bożej Nieustającej Pomocy w zdobionej złotem ramie. W kościele znajduje się także drewniana chrzcielnica oraz chór muzyczny z organami, wsparty na czterech kolumnach. W świątyni znajdują się również płaskorzeźby przedstawiające stacje drogi krzyżowej oraz obraz Świętej Rodziny.